# Utgrycken
Utgrycken är en sjö  mellan Bjursås och Enviken i Falu kommun i Dalarna och ingår i Dalälvens huvudavrinningsområde. Sjön är 28 meter djup, har en yta på 2,96 kvadratkilometer och befinner sig 224 meter över havet. Sjön avvattnas av vattendraget Rogsån (Fjällgrycksån). Vid provfiske har bland annat abborre, gädda, lake och mört fångats i sjön.
Gryck betyder på dialekt sten och detta säger en del om sjöns karaktär; Det är en mycket vacker och stenig skogssjö. Ur Utgrycken rinner Lurån mot Rogsjön i söder. I nordväst mynnar Krockforsån ut i en del av Utgrycken som heter Nedre Avan. Ån kommer från sjön Fjällgrycken i nordväst som ligger inom Bjursås socken.

## Delavrinningsområde
Utgrycken ingår i delavrinningsområde (673968-149020) som SMHI kallar för Utloppet av Utgrycken. Medelhöjden är 277 meter över havet och ytan är 22,1 kvadratkilometer. Räknas de 6 avrinningsområdena uppströms in blir den ackumulerade arean 82,89 kvadratkilometer. Rogsån (Fjällgrycksån) som avvattnar avrinningsområdet har biflödesordning 4, vilket innebär att vattnet flödar genom totalt 4 vattendrag innan det når havet efter 242 kilometer. Avrinningsområdet består mestadels av skog (81 procent). Avrinningsområdet har 3,03 kvadratkilometer vattenytor vilket ger det en sjöprocent på 13,7 procent.

## Fisk
Vid provfiske har följande fisk fångats i sjön:
- Abborre
- Gädda
- Lake
- Mört
- Sik